# Turismo de incentivo
Turismo de Incentivo é uma ferramenta empresarial utilizada por instituições particulares ou organizações públicas, com o objetivo de motivar ou premiar funcionários ou equipes quando metas de produção ou qualidade são atingidas por eles.
No segmento turístico o turismo de incentivo é utilizado por empresas do setor, conjuntamente ou de forma isolada. Constitui-se no convite para que algumas especificas agências de viagem enviem seus melhores agentes. Com a finalidade que este tenha um conhecimento real do destino ou do produto especifico. Como conseqüência, temos um agente de viagem com a capacidade de vender um produto que realmente conhece.